# Hoffman Automobile & Manufacturing Company

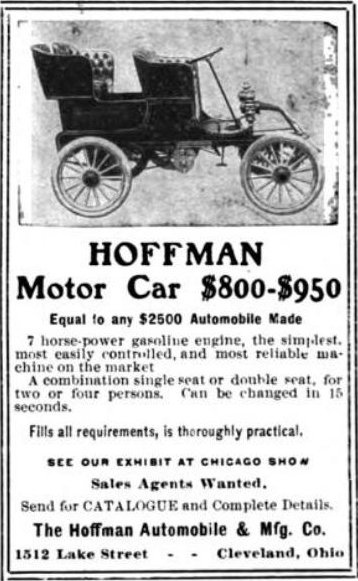
Hoffman Werbeartikel, 1903

Hoffman Automobile & Manufacturing Company war ein US-amerikanischer Hersteller von Automobilen.

## Unternehmensgeschichte
Louis E. Hoffman betrieb die Hoffman Bicycle Company in Cleveland in Ohio. Er experimentierte ab 1900 mit einem Dampfwagen. 1901 folgten einige Serienmodelle. Der Markenname lautete Hoffman. Erst im Januar 1902 gründete er das separate Unternehmen zur Kraftfahrzeugproduktion in der gleichen Stadt. Im Januar 1903 kamen Fahrzeuge mit Ottomotoren dazu. In dem Jahr entstanden etwa 100 Kraftfahrzeuge.
Im gleichen Jahr ernannte Hoffman Edward D. Shurmer zum Präsidenten. Ende 1903 verließ Hoffman das Unternehmen und wechselte zur Reliance Motor Truck Company. Anfang 1904 wurden die Dampfwagen aufgegeben.
1904 erfolgte eine Reorganisation, die zur Royal Motor Car Company führte.

## Fahrzeuge
Der Dampfwagen hatte einen Dampfmotor. Er leistete 6 PS. Der Aufbau war ein Stanhope.
Der Benzinwagen hatte einen Einzylindermotor mit 7,5 PS Leistung. Das Fahrgestell hatte 183 cm Radstand. Die Fahrzeuge waren als offene Tourenwagen karosseriert.
Ein Fahrzeug existiert noch.

## Modellübersicht
| Jahr      | Modell   | Zylinder | Leistung (PS) | Radstand (cm) | Aufbau      |
| --------- | -------- | -------- | ------------- | ------------- | ----------- |
| 1901–1904 | Steam    |          | 6             |               | Stanhope    |
| 1903      | Gasoline | 1        | 7,5           | 183           | Tourenwagen |